# 脑体质量比
腦體質量比（英語：Brain–body mass ratio）是腦質量與體重的比率，這是對動物智力的粗略估計，儘管在許多情況下相當不準確。因此科學家發明了一種更複雜的測量方法，即腦化指數，腦化指數考慮了多個動物類群中不同體型的異速生長效應。然而，原始腦與身體質量比更容易獲得，並且仍然是比較物種內或有相當密切關連的物種之間腦化的有用工具。

## 大腦與身體大小的關係
動物的大腦尺寸通常隨著身體尺寸的增加而增加（即大型動物通常比較小的動物有更大的大腦）；然而，這種關係並不是線性的。小鼠等小型哺乳動物的大腦/身體比例可能與人類相似，而大象的大腦/身體比例相對較低。